# Kayla (Vorname)
Der weibliche Vorname Kayla leitet sich vom irischen Familiennamen Ó Caollaidhe ab, der so viel wie Nachfahre von Caollaidhe heißt.
Bekannte Namensträgerinnen sind:
- Kayla Barclay (* 1989), US-amerikanisches Model
- Kayla Blake (* 1963), US-amerikanische Schauspielerin
- Kayla De Souza (* 1990), kanadisch Fußballspielerin und Nationalspielerin für Guyana
- Kayla Ewell (* 1985), US-amerikanische Schauspielerin
- Kayla Kleevage (* 1965), US-amerikanische Pornodarstellerin
- Kayla Mueller (1988–2015), US-amerikanische Menschenrechtsaktivistin
- Kayla Parker (1971–2007), US-amerikanische Musikerin
- Kayla Williams (Autorin) (* 1976), US-amerikanische Schriftstellerin